# داني بيلاييز
داني بيلاييز (بالإسبانية: Dani Peláez)‏ هو لاعب كرة قدم إسباني في مركزي الوسط، ولد في 4 أبريل 1986 في خيخون في إسبانيا. لعب مع سبورتينغ خيخون ب ونادي سياريس ونادي مالقا.

## وصلات خارجية
- داني بيلاييز على موقع قاعدة بيانات كرة القدم.إي يو (الإنجليزية)
- داني بيلاييز على موقع Soccerway.com (الإنجليزية)